# Етјен Марсел
Етјен Марсел   (између 1302. и 1310, Париз - 31. јул 1358, Париз) је био богати сукнарски трговац  и прово трговаца Париза, тј. градоначелник трговачког насеља на десној обали Сене , тј. трговачки старешина  и вођа Париске побуне  .

## Тешка ситуација у земљи
Пораз француског краља Јована II Доброг код Поатјеа довео је Француску у критичан положај. Жан је заједно с многим ритерима пао у ропство Енглеза, који су за краља и друге феудалце тражили претерано велику откупнину. Међутим, земља је већ у то време била страшно опустошена и од Енглеза и од француских најамничких војски. Ратне операције су подриле занате и трговину. У редовима градских занатлија и калфи почела је незапосленост. Све је то у градовима изазивало крајњу огорченост .
Буржоазија је била све неспокојнија. Царине на продату робу биле су за њу тешко оптерећење, а она је такође била главни зајмодавац круни. Поврх тога, много су је погађале промене вредности новца, којих је између 1337. и 1350. године било 24, нема сумње да је тако нанета штета земљи у целини. При склапању уговора ниједан трговац није могао бити сигуран у каквом ће новцу роба бити плаћена. У ствари то је вероватно била највећа невоља буржоазије .
Све већи порески притисак допринео је да се економски положај маса јако погорша. Краљевска власт, да би добила средства потребна за вођење рата, измишљала је све нове и нове начине опорезивања: порезе на трговачке послове, једнократне уплате, намете на свако огњиште и сл .
Како је француска војска доживљавала пораз за поразом, буржоазије је била све мање расположена да плаћа трошкове вођења рата , а краљ је једва покривао своје трошкове и у време мира . Буржоазија је сматрала да племићи, који су били потпуно изузети од пореза на огњишта, воде рат о њеном трошку, и то веома лоше. Незадовољство је доведено до врхунца после битке код Поатјеа.
Краљ је водио ову битку величанственом неспособношћу, а онда је, у складу са свом витешким идеалима и потпуно занемарујући дужност коју је имао према свом народу, остао на бојишту, иако више није било никаквих изгледа за победу. Пао је у заробљеништво и било је јасно да ће за његов откуп отићи велике своте новца. Племство као целина није ни показивало витешку храброст. Читав други одред са војводом од Орлеана побегао је са бојишта не усудивши да нападне непријатеља .

## Личност
Битка код Поатјеа представљала је последњу кап која је препунила чашу народног стрпљења. Нечувени порези поткопали су углед феудалаца у очима широких маса . Фини грађански свет, а нарочито становништво Париза, сасвим је побеснео. Што је још горе имали су за вођу Етјена Марсела. Етјен Марсел је тада био моћна личност, са правима вршења пуне власти, осим високе правде. Припадао је једној од великих париских трговачких породица која је давала многе службенике краљевској управи. Био је то способан и поштен човек који се искрено саосећао са мукама буржоазије, али и нижих слојева. Највећа ман му је била што није умео добро да процени људе са којима се упуштао у савез .
Међу сељаштвом и градским становништвом, особито у северној Француској, крајње је појачано огорчење против владе.

## Прво сазивање скупштине сталежа
Када је краљ пао у ропство и власт узео његов син дофен Карло (будући Карло V) , овај је био приморан да на брзину позове у Париз државне сталеже да би затражио средства за откуп краља из ропства   као и за даље вођење рата и то у октобру 1356. године , одмах после битке код Поатјеа .
Државни сталежи састали су се у нешто необичном саставу — јако су преовлађивали представници трећег сталежа, који су чинили половину сакупљених, 400 посланика од 800. То се објашњава тиме што су феудалци били поражени и деморализовани, а делом побијени и заробљени .
Предвођени Марселом и другима, представници трећег сталежа настојали су да властима наметну одређене услове. Сталежи су одобрили царину на продату робу у износу од 8 денарија на сваку ливру и порез на со  (фр. gabelle), који је још 1343. године увео краљ Филип VI Валоа . Још, с тим да они сами одреде службенике који ће новац прикупљати и исплаћивати га војницима. Уз то, дофен је приморан да обећа да ће увек тражити одобрење за додатне средства од скупштине сталежа .
Уместо да одобре влади нова средства државни сталежи су почели да оштро критикују њену политику. Извршивши ревизију управе и обелоданивши ситне лоповлуке краљевских присних сарадника, сталежи су захтевали да се ови казне и да се поставе нови саветници између лица која предложе сталежи. Тада је дофен распустио сталеже и покушао да другим путем дође до неопходних средстава.

## Друго сазивање скупштине сталежа
Пошто је претрпео неуспех, био је приморан да поново сазове сталеже  у фебруару 1357. године  .

### Велике мартовске ордонансе
У нове сталеже су углавном дошли углавном представници трећег сталежа . Марсел и његови и његови пријатељи дошли су добро организовани и решени да издејствују доношење одлука о отпочињању свеобухватних реформа државне управе. Њихов први корак био је да двадесет двојица најважнијих чиновника буду разрешени. Затим су објавили да би скупштине сталежа требало одржавати редовније, ако треба и више пута годишње. Захтевали су да за сваки важнији политички потез, као што је закључивање примирја или мира, скупштина мора дати сагласност. Вредност новца не би смела да се мења без допуштења скупштине. Требало је знатно смањити трошкове за издржавање државне управе и поништити све дарове који су учињени из краљевског домена од времена Филипа IV. Средњој класи било је нарочито стало до ове последње тачке. Сматрали су да је краљевски домен најприроднији извор прихода за круну и да краљ греши тиме што га умањује поклањањем његових делова племићима .
Одобривши краљу помоћ они су поставили и захтев да државни сталежи врше њено скупљање, трошење и контролу, ради чега се имају да састају три пута годишње чак и да их краљ не сазове. Имало се извршити чишћење читавог вишег државног апарата. Имао се изменити лични састав краљевог савета и свих виших органа управе према упутствима државних сталежа. Најзад, државни сталежи су тражили одлучну борбу против приватних ратова феудалаца и наоружање градова за борбу против насиља енглеских и француских војних најамника.
Овај опширан програм реформи је објављен у марту исте године под називом Велике мартовске ордонансе .

## Устанак у Паризу

### Избијање устанка
У тим својим захтевима државни су се сталежи ослањали на крајње незадовољство градова у северној Француској и на устанак који је тамо почео, особито устанак у Паризу. Париски грађани су почели да се наоружавају да би пружили подршку захтевима државних сталежа. Руководећу улогу у читавом том сукобу играо је Марсел. Тако је извршен државни удар којим је власт предата у руке горњег градског слоја северо-француских градова, посебно Париза .

### Карло Лоши
Марсел и његови пријатељи починили су озбиљну грешку захтевајући да се ослободи тамнице Карло Лоши  (Рђави ), краљ Наваре  , гроф Евреа  и један од најкрупнијих француских феудалаца, као и унук Луја X по женској линији, претендовао је на француску круну . Нема сумње да је Карло био жртва самовољних поступака краља Јована. Марсел се можда заложио за њега из искреног сажаљења, а не само зато што је рачунао да ће сваки краљев непријатељ постати савезник реформиста. Међутим, Карло је био моћан у области Париза захваљујући својим поседима и замковима дуж границе између Ил де Франса и Нормандије . Сем тих поседа и мале краљевине Наваре, имао је и велике поседе у Нормандији, где је умео да стекне доста присталица међу незадовољним домаћим племством . Уз то, био је похлепан, амбициозан , врло вешт и лукав интригант, искусан и красноречив демагог  и задојен, у необично великој мери, свим племићким предрасудама и уверењима. Чим се нашао на слободи, заратио је са дофеном и тиме увећао општи неред .

### Напад на дофена
У међувремену, народ Париза све је више губио стрпљење . Реформе су лепо изгледале на папиру, али људи су желели да виде неке практичне потезе и све више наводили Марсела на пут насиља .
Уско класна политика сталежа изазвала је ускоро незадовољство маса у Паризу и другим градовима . То се најпре показало на тако акутном питању као што је пореско. Порези су били тако распоређени да су свом тежином притисли доње народне слојеве, особито занатлијску масу. Поврх тога, руководећа улога Париза изазвала је огорченост других градова. Дофен је покушавао да то искористи отпустивши саветнике које су му наметнули државни сталежи. Као одговор на то дошло је у фебруару 1358. године до нових немира  којима је непосредно руководио Етјен Марсел. Руља је провалила у краљевски двор. Двојица дофенових дворана била су убијена на његове очи  , а дофена је лично спасио Етјен Марсел метнувши му на главу капу с бојама револуционарног Париза — плавом и црвеном .
До тог тренутка дофен се надао да ће са побуњеницима постићи договор , међутим, сада је био приморан да побегне из Париза   и почео да се спрема за оружану борбу са устаницима. У мају је сазвао у Компјењ државне сталеже од којих је добио знатна средства. Етјен Марсел је почео са своје стране да утврђује Париз, да скупља најамничку војску и да тражи савезнике. Он је покушао да се ослони на краља Карла Рђавог .

### Опсада Париза
Карло Лоши је потом покушао да запоседне град, али Марсел је почео да губи поверење у њега и није дозволио његовим снагама да уђу. Овим је створена чудна ситуација. Док је париска милиција бранила зидине Карло Лоши и дофен који су били у међусобном рату, опсели су град са различитих страна.

## Жакерија

### Узроци
Буржоазија није био једини слој коме је рат тешко падао . Непосредан повод за сељачки устанак биле су невоље француског сељаштва у вези са Стогодишњим ратом. Од свих класа становништва које су страдале у рату сељаштву је било горе него икоме. По речима хронике:
поља се нису засејавала ни орала; говеда и овце нису ишли на пашњаке; цркве и куће ... представљале су гомиле тужних развалина које су се још димиле.
У доба најезде непријатељских војски села су, за разлику од утврђених градова и замкова, била потпуно незаштићена и препуштена пљачкању најамника, а када би се ратне акције стишале и најамници отпуштали, пропадање сељака не само да није престајало, већ је постајало још јаче. Кад би престали да примају плату, најамници су се накнађивали вршећи насиља над сељацима. Племство и грађани могли су се сакрити од тих пљачкашких банди у своје замкове и градове, а сељаштво није имало куд да се склони. Као једино прибежиште служиле су му цркве. Како описује иста хроника:
... много неутврђених села претворило је своје цркве, у праве замкове, ушанчивши их рововима, поставивши на куле и звонике ратне машине, камење и балисте.
Сељаке је пљачкала не само туђа војска него и своја. Свему томе се још придружило све веће угњетавање од стране феудалаца којима су због рата средства била нарочито потребна. Они су морали да плаћају откупнину за себе или своје рођаке, да утврђују своје замкове и да их снабдевају намирницама. Стога су сениори настојали да узму и последње од сељака. Дажбине су убиране с много више безобзирности но раније, и често су враћане давно укинуте обавезе.
Свим тим околностима треба још додати кугу која је прешла преко Француске као и преко других земаља у Европи 1349. године и уништила мноштво сељачких газдинстава .
Сељацима су уништена поља, а куће увек изнова спаљене. Краљевска власт наметала им је тешке порезе. Уз то, ако њихов властелин падне у заробљеништво, морали су да дају допринос за његов откуп. Такође, ту је био и веома згодан начин који су Енглези смислили да би дошли до новца. Они су продавали освојене замкове њиховим њиховим ранијим власницима за велики новац. Племићима је било много лакше да од својих сељака покупе новац да би вратили замак, него да се изложе издацима за ојачавање његове одбране. Свакако, најтежи терет рата подносио је народ у одређеним, нарочито изложеним областима, од којих је можда најгоре било у северном округу близу енглеског упоришта у Калеу .

### Избијање устанка
Све је то довело до највеличанственијег  дивљег сељачког устанка  — чувена Жакерије , који је избио у области око Бовеа  , крајем маја  1358. године   који се брзо проширио на суседне округе  северне Француске: Ил де Франс, Пикардију и Шампању . Сељаци су заузели племићке замкове и побили племиће и њихове породице. У ствари, не зна се поуздано колико племића је убијено. Хроничари пишу о освојеним замковима и страшним злочинима који су који су у њима почињени, али као подлога за те приче могао би да послужи мали број случајева. Све у свему, жртава је вероватно било мало .
Појединачни сељачки одреди који су настали у време устанка почели су брзо да се уједињују.
Устанку су пришле и сеоске занатлије, ситни трговци, па и сиромашни свештеници. У њему су узели учешћа и бегунци из градова: ситни мајстори и градска сиротиња. Неки градови отворили су врата устаницима.

### Гијом Кал
На челу устанка стајао је Гијом Кал или Карл . Он је служио у војсци и био је, очигледно, искусан човек у војним стварима и добар организатор, али задаци који су стајали пред устаницима били су одвећ тешки . Било је немогуће збити неорганизоване сељачке масе у јединствену борбену снагу. Притом сељаци нису истакли утврђени програм, уколико се за програм не сматрају захтеви да се поубијају сви аристократи од првог до последњег.

### Савез са сељацима
За Гијома Кала било је очигледно да је неопходно успоставити везе с градовима, особито с Паризом . Кад је чуо за сељачки устанак, Марсел им је упутио гласнике ради склапања савеза и тиме направио још једну погрешну процену . Мада је на то вероватно био подстакнут искреним саосећањем са сељацима и жељом да обезбеди што ширу подршку, морао је да има у виду да ће преговори са сељацима отуђити племство и буржоазију .
Марсел је са своје стране тежио да искористи побуњено сељаштво против дофена који је купио војску да крене на Париз и настојао да престоницу блокира глађу . Сељаци су одмах послали велике снаге у околину Париза . Етјен Марсел је пред сељаке поставио задатак да поруше неколико утврђења која су ометала довоз намирница у Париз, што су они и учинили .

### Борба код Моа
Ова сељачка војска, или тачније руља, напала је и град Мо, где је живела дофенова жена са неколико племенитих дама. Даме, са својом невеликом војном пратњом, опкољене су на градском тргу . Ту их је затекао чувени гаскоњски војсковођа Жан де Греји, каптал Буша, који се управо враћао са похода   у Пољској  и Пруској . Каптал је избавио даме и побио све сељаке на које је наишао  . Но у то време су феудалци, у почетку неспремни, већ стигли да се приберу .

### Гушење устанка
Када је прошао први ужас изазван акцијама сељака који су рушили и палили замкове, уништавали документе у којима су биле записане њихове обавезе и убијали феудалце, ови су пожурили да се уједине ради угушивања устанка. Притом се могла видети занимљива појава класне солидарности, наиме — енглески феудалци који су се у то време налазили на територији Француске помагали су својој француској сабраћи у борби са сељацима . На чело феудалаца стао је Карло Рђави   и дофен .
Дана 10. јуна дошло је до одлучне битке између сељачких одреда којима је руководио Гијом Кал и феудалне војске Карла Рђавог . Сељаци нису могли да се супротставе војницима и брзо су уништени  . Гијом Кал је на превару ухваћен и погубљен . Када је Марсел сазнао да је Карло Рђави иступио против сељака, не само да им није пружио никакве помоћи већ је опозвао своје одреде. Одмах после угушивања устанка почеле су свирепе репресалије . За прве две недеље  бесни и уплашени властелини  поклали су више од 20 000 људи  , каже савремена хроника. Мада је бројка вероватно претерана, побуна је вероватно дивљачки угушена . Обрачунавање са сељаштвом трајало је два месеца док у августу није издат указ о општој амнестији, изазван страхом да земља не буде потпуно економски упропашћена.
Ударање великих глоба и контрибуција које је затим уследило коначно је испило и без тога упропашћено село, али ма да је сељачки устанак био угушен, он је ипак оставио трага, јер се сениори дуго после тога нису одлучивали да појачају притисак на сељаштво. Процес ослобађања сељака који је почео још пре Жакерије кренуо је убрзаним темпом. Жакерија је претрпела пораз као и низ других сељачких устанака у средњем веку. Маркс и Енгелс пишу у Немачкој идеологији:
Сви велики устанци у Средњем веку потицали су из села, али су и они због поцепаности и за њу везане крајње заосталости сељака остајали без икаквих резултата.
На исту ту поцепаност као на најважнији разлог пораза сељачких устанака указује и Енгелс у свом Сељачком рату у Немачкој.
У разговору с немачким писцем Емилом Лудвигом Стаљин је рекао:
Појединачни сељачки устанци чак и у случају да нису тако разбојнички и неорганизовани као онај Стењке Разина не могу да доведу ни до чега озбиљног. Сељачки устанци могу да доведу до успеха само у случају ако су повезани с радничким устанцима, и ако радници руководе сељачким устанцима.
У Жакерији, као и другим устанцима Средњег века, радничка класа није могла иступити као руководилац покрета, јер се најамни рад тек рађао, а радници још нису стигли да образују посебну класу. Што се тиче градске буржоазије, она није могла стати на чело антифеудалног покрета сељака, јер на тој етапи свога развитка још није иступала против феудалног поретка као целине . Она је само хтела да искористи сељачки покрет за своје непосредне циљеве и одмах је издала сељаштво када јој споразум са њим више није био од користи .
Али, сељачки устанци, уперени против основа феудалног начина производње, представљали су прогресивну појаву. Ослобођење сељака од феудалног угњетавања крчило је пут за развитак нових, буржоаских односа на селу.

## Смрт
У доба када је Жакерија била уништена, већ је била решена и судбина париског устанка. Власт буржоазије у Паризу ништа није донела сиротињи сем повећавања пореза, и доњи слојеви париског становништва према њему су се јако охладили .
Марселови односи са сељацима дубоко узнемирили су и оне најконзервативније међу његовим присталицам у Паризу. Једне ноћи, док је обилазио страже на зидинама , Марсел је убијен  .
Блокада Париза глађу и унутрашња подвојеност међу париском буржоазијом  приморали су је да отвори дофену врата престонице  . Одмах по уласку дофена у престоницу дошло је до обрачуна с присталицама Етјена Марсела .

## Епилог
Покрет Етјена Марсела и његових следбеника представља један озбиљан покушај да скупштина сталежа постане незаобилазан и делотворан чинилац француске државне управе. Мада је њихова брза пропаст била последоца Марселове неспособности да оствари чвршћи надзор над својим следбеницима у Паризу, њихови изгледи да постигну трајне резултате били су од почетка врло слаби. Као прво, скупштина сталежа представљала је само Лангдој. Затим, племство као главна политичка и војна снага у земљи било је сасвим, или скоро сасвим, незаинтересовано за програм реформи. Штавише, неке његове одредбе биле су непосредно усмерене против племића. Био је то, у суштини, покрет трећег сталежа, који је био далеко најслабији чинилац у скупштини сталежа Најзад, после раздобља у коме се указала прилика за Марсела, уследила је владавина Карла V, способног и снажног владара. Мало је вероватно да би Карло дозволио сталежима да задрже овлашћења којима би могли да ограниче краљевску моћ .